# The Whispering Shadow
The Whispering Shadow è un film del 1933, diretto da Colbert Clark e Albert Herman, con Bela Lugosi.